# Gaute Lid Larssen
Gaute Lid Larssen (* 18. Mai 1965 in Norwegen) ist ein norwegischer Filmregisseur, Filmproduzent und Filmschaffender, der für den von ihm mitproduzierten Kurzfilm Nattrikken eine Oscarnominierung für die im März 2023 veranstalteten 95. Academy Awards erhielt.

## Biografisches
Larssen ist der Sohn der Schriftstellerin Sonja Lid und des Schauspielers Lars Andreas Larssen sowie der Bruder von Vetle Lid Larssen. Er arbeitete als freier Mitarbeiter beim Fernsehsender Norsk rikskringkasting (NRK) sowie beim größten kommerziellen Fernsehkanal Norwegens TV 2. Bei NRK war er auch im Radiobereich als Moderator, beispielsweise für die Sendung Opp fra skøbsbuffen, tätig.  Im Jahr 2000 war er einer der Gründer der Produktionsfirma Cylinder Production AS, einem Unternehmen, das Filme in verschiedenen Formaten entwickelt und produziert. Larssen hat sowohl Werbespots, Informationsfilme, als auch Kurzfilme, Fernsehdokumentationen und Fernsehdramen produziert und inszeniert.
Bei dem 2000 erschienenen Thriller Dykaren assistierte Larssen dem Regisseur. Darin geht es um einen Raubüberfall, eine Kurierin der russischen Mafia, die sich aus einem sinkenden Boot retten muss, in das man sie gesperrt hat, und um einen schwedischen Fischer mit dem zusammen sie sich auf der Flucht vor zwei rivalisierenden kriminellen Banden befindet. Für die norwegische Langzeitserie Hotel Cæsar (2007–2017), die sich um eine Familie und deren Großstadthotel in Oslo dreht, war Larssen an 239 Folgen beteiligt. An Essential Killing, einem Politthriller des polnischen Regisseurs Jerzy Skolimowski, arbeitete Larssen im norwegischen Produktionsteam mit. Thema des Films ist der Fluchtversuch eines afghanischen Kriegsgefangenen.
Für Eirik Tveitens 2020 erschienenen Kurzfilm Nattrikken, den Larssen mitproduzierte, erhielt er zusammen mit dem Regisseur eine Oscarnominierung in der Kategorie „Bester Kurzfilm“. In einer kalten Nacht im Dezember wartet die kleinwüchsige Ebba auf die Straßenbahn. Dass ihre Fahrt nach Hause eine unerwartete Wendung nehmen wird, ahnt sie da noch nicht.

## Filmografie (Auswahl)
– Regie/Regieassistenz, wenn nicht anders angegeben –
- 1990: Borgen skole (Fernsehserie, 8 Folgen; Produktionsassistentin)
- 1991: Affæren Anders Jahre (Miniserie, 3 Folgen)
- 1994: Seier’n er vår (Fernsehserie, 6 Folgen)
- 1994, 1995: I de beste familier (Fernsehserie, 21 Folgen)
- 1996: Offshore (Fernsehserie, 6 Folgen)
- 1997: Hotel Oslo (Miniserie, 3 Folgen)
- 1999: Sofies Welt (Sofies verden)
- 2000: Dykaren
- 2000: Sofies Welt (Miniserie, 8 Folgen)
- 2001: Fru Marianne (Fernsehfilm)
- 2004: Das große Rennen (The Amazing Race; Fernsehserie, zusätzliche Crew für Cylinder Production)
- 2007–2017: Hotel Cæsar (Fernsehserie, 239 Folgen)
- 2010: Essential Killing (Produktionsteam Norwegen)
- 2020: Nattrikken (Kurzfilm; Produktion)

## Auszeichnung
Academy Awards, USA
- 2023: Nominierte für den Oscar in der Kategorie „Bester Kurzfilm“ Gaute Lid Larssen zusammen mit Eirik Tveiten